# Джош Маджа
Джош Маджа (англ. Josh Maja, нар. 27 грудня 1998, Лондон) — нігерійський футболіст, нападник клубу «Бордо».
Виступав, зокрема, за клуб «Сандерленд», а також національну збірну Нігерії.

## Клубна кар'єра
Народився 27 грудня 1998 року в лондонському боро Луїшем в родині вихідців з Нігерії. Будучи юнаком, він грав за молодіжні команди «Крістал Пелес» та «Фулгем», і, незважаючи на те, що він був офіційно зареєстрований у «Фулгемі», деякий час провів у «Манчестер Сіті». В березні 2015 року юнак перейшов до молодіжної команди «Сандерленд» і у травні 2016 року підписав свій перший професіональний контракт з клубом, підписавши трирічну угоду.
21 вересня 2016 року Маджа дебютував а першу команду в матчі проти «Квінз Парк Рейнджерс» (2:1) у третьому раунді Кубка ліги, замінивши Йоела Асоро на останні 21 хвилину матчу. Джош більше не виходив на поле в тому сезоні, а команда вилетіла з у Прем'єр-ліги. 16 грудня 2017 року Маджа дебютував у Чемпіоншипі, замінивши Джеймса Вона, а через п'ять хвилин забив єдиний гол у матчі, який приніс перемогу його команді на «Фулгемом». Загалом у тому сезоні молодий нападник зіграв 18 матчів в усіх турнірах і забив 1 гол, а «Сандерленд» зазнав другого поспіль вильоту. У сезоні Першої ліги 2018/19 років Маджа забив у всіх чотирьох перших іграх «Сандерленда» в серпні, отримавши номінацію гравця місяця. Через те, що термін дії його контракту закінчувався в кінці сезону, йому запропонували нову угоду, але футболіст відмовився.
В результаті 26 січня 2019 року Маджа перейшов у французьке «Бордо», підписавши угоду на 4,5 роки, про що була знята одна з серій серіалу Netflix Sunderland 'Til I Die. Він дебютував у Лізі 1 17 лютого в Дербі Гарони з «Тулузою», відігравши 67 хвилин. У сьомому матчі, 20 квітня, він забив перший гол у Лізі 1 в матчі проти «Німа» (1:2), але отримав травму лівого коліна, через яку вибув до кінця сезону. У наступному розіграші став основним нападником «жирондинців» і 3 грудня 2019 року, знову проти «Німа» (6:0), Маджа забив свій перший хет-трик. Станом на 9 березня 2020 року відіграв за команду з Бордо 28 матчів в національному чемпіонаті.

## Виступи за збірну
Маджа через своє походження мав право грати як у складі англійської, так і нігерійської національних збірних і у серпні 2019 погодився на запрошення тренера збірної Нігерії Гернота Рора. 10 вересня 2019 року дебютував в офіційних матчах у складі національної збірної Нігерії в товариському матчі проти збірної України (2:2), замінивши у компенсований час Віктора Осімгена.
| Дата      | Місто          | Господарі | Результат | Гості   | Турнір           | Голи | Примітки |
| --------- | -------------- | --------- | --------- | ------- | ---------------- | ---- | -------- |
| 10-9-2019 | Дніпро (місто) | Україна   | 2 – 2     | Нігерія | товариський матч | -    | 90+1'    |
| Усього    |                | Матчів    | 1         |         | Голів            | 0    |          |